# Кубок конфедераций 2013
Кубок конфедераций 2013 года — седьмой розыгрыш Кубка конфедераций, футбольного турнира среди национальных сборных (победители каждого из шести континентальных чемпионатов, проводимых соответствующими конфедерациями (КАФ, КОНМЕБОЛ, УЕФА, АФК, ОФК, КОНКАКАФ), победитель чемпионата мира и команда страны, в которой проводится соревнование), проводимого под эгидой ФИФА. Кубок прошёл в Бразилии с 15 по 30 июня. Победителем стала хозяйка турнира сборная Бразилии, обыгравшая в финале сборную Испании со счётом 3:0 благодаря голу Неймара и двум голам Фреда.
Так как Кубок конфедераций частично пересекался с четвёртым раундом отборочного турнира чемпионата мира по футболу 2014 в азиатской зоне, Азиатская конфедерация футбола (АФК) попросила ФИФА изменить время проведения турнира. Однако АФК решила, что расписание матчей будет приспособлено только для Японии, представителя АФК на Кубке конфедераций.
Выйдя в финал турнира, сборная Испании могла стать третьей командой в истории, которой удалось выиграть все турниры среди сборных, проводимые под эгидой ФИФА: чемпионат мира по футболу, олимпийский футбольный турнир и Кубок конфедераций.
Обладатель Кубка наций ОФК 2012 сборная Таити приняла участие в турнире впервые.
Кубок конфедераций 2013 стал первым турниром для национальных сборных, на котором была использована система автоматического определения голов.

## Участники
| КОНКАКАФ (Мексика) КОНМЕБОЛ (Бразилия и Уругвай) УЕФА (Испания и Италия) | КАФ (Нигерия) АФК (Япония) ОФК (Таити) |

| Команда  | Конфедерация | Конфедерация | Дата квалификации | Квалифицирована как                     | Участие |
| -------- | ------------ | ------------ | ----------------- | --------------------------------------- | ------- |
| Бразилия |              | КОНМЕБОЛ     | 30 октября 2007   | Хозяйка турнира, организатор ЧМ-2014    | 7-е     |
| Испания  |              | УЕФА         | 11 июля 2010      | Победитель чемпионата мира 2010         | 2-е     |
| Япония   |              | АФК          | 29 января 2011    | Обладатель Кубка Азии 2011              | 4-е     |
| Мексика  |              | КОНКАКАФ     | 25 июня 2011      | Обладатель Золотого кубка КОНКАКАФ 2011 | 6-е     |
| Уругвай  |              | КОНМЕБОЛ     | 24 июля 2011      | Обладатель Кубка Америки 2011           | 2-е     |
| Таити    |              | ОФК          | 10 июня 2012      | Обладатель Кубка наций ОФК 2012         | 1-е     |
| Италия   |              | УЕФА         | 28 июня 20121     | Финалист чемпионата Европы 20122        | 2-е     |
| Нигерия  |              | КАФ          | 10 февраля 2013   | Обладатель Кубка африканских наций 2013 | 2-е     |

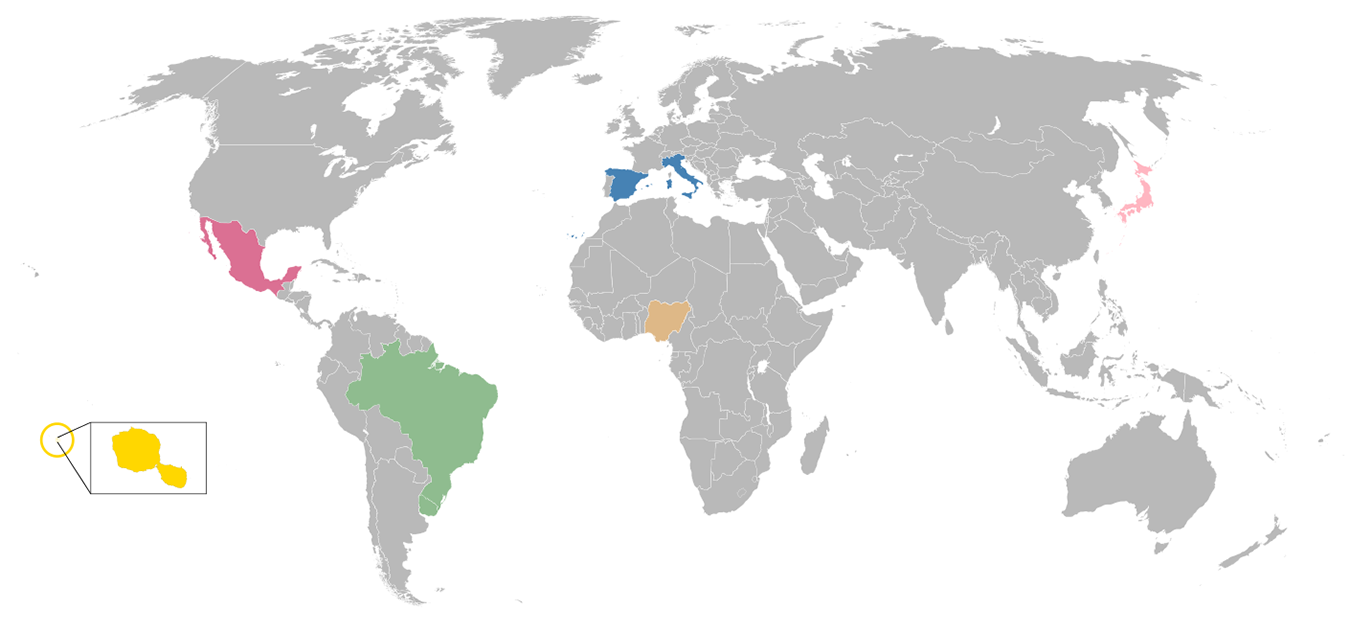
Команды-участники по конфедерациям:
КОНКАКАФ (Мексика)
КОНМЕБОЛ (Бразилия и Уругвай)
УЕФА (Испания и Италия)
КАФ (Нигерия)
АФК (Япония)
ОФК (Таити)

1. ↑  Дата полуфинального матча, победив в котором, сборная Италии прошла в финал чемпионата Европы 2012.
2. ↑  Так как сборная Испании выиграла чемпионат мира 2010 и чемпионат Европы 2012, финалист чемпионата Европы 2012 сборная Италии получила приглашение принять участие в турнире.

## Угрозы сборной Нигерии бойкотировать турнир
13 июня 2013 года появились сообщения о том, что игроки сборной Нигерии собираются бойкотировать турнир из-за уменьшения размера премиальных со стороны Нигерийской футбольной ассоциации, которые полагались её игрокам за положительный результат в матче отборочного цикла чемпионата мира со сборной Намибии.
Команда должна была отправиться в Бразилию 13 июня в полдень, но она к тому моменту ещё не села на борт. Вопреки опасениям, она прилетела в Бразилию в воскресенье 16 июня.

## Стадионы
Для проведения чемпионата было выбрано шесть стадионов в шести городах.
| Белу-Оризонти        | Белу-Оризонти Бразилиа Форталеза Ресифи Рио-де-Жанейро Салвадор | Рио-де-Жанейро      |
| -------------------- | --------------------------------------------------------------- | ------------------- |
| Минейран             | Белу-Оризонти Бразилиа Форталеза Ресифи Рио-де-Жанейро Салвадор | Маракана            |
| Вместимость: 62,547  | Белу-Оризонти Бразилиа Форталеза Ресифи Рио-де-Жанейро Салвадор | Вместимость: 76,804 |
|                      | Белу-Оризонти Бразилиа Форталеза Ресифи Рио-де-Жанейро Салвадор |                     |
| Бразилиа             | Белу-Оризонти Бразилиа Форталеза Ресифи Рио-де-Жанейро Салвадор | Салвадор            |
| Национальный стадион | Белу-Оризонти Бразилиа Форталеза Ресифи Рио-де-Жанейро Салвадор | Фонте-Нова          |
| Вместимость: 70,064  | Белу-Оризонти Бразилиа Форталеза Ресифи Рио-де-Жанейро Салвадор | Вместимость: 48,747 |
|                      | Белу-Оризонти Бразилиа Форталеза Ресифи Рио-де-Жанейро Салвадор |                     |
| Ресифи               | Белу-Оризонти Бразилиа Форталеза Ресифи Рио-де-Жанейро Салвадор | Форталеза           |
| Арена Пернамбуку     | Белу-Оризонти Бразилиа Форталеза Ресифи Рио-де-Жанейро Салвадор | Кастелан            |
| Вместимость: 44,248  | Белу-Оризонти Бразилиа Форталеза Ресифи Рио-де-Жанейро Салвадор | Вместимость: 64,846 |
|                      | Белу-Оризонти Бразилиа Форталеза Ресифи Рио-де-Жанейро Салвадор |                     |

## Судьи
Следующие судьи были назначены ФИФА для обслуживания матчей Кубка конфедераций 13 мая 2013 года.
| Конфедерация | Судья           | Помощники судьи                         |
| ------------ | --------------- | --------------------------------------- |
| АФК          | Равшан Ирматов  | Абдулхамидулло Расулов Бахадыр Кочкаров |
| АФК          | Юити Нисимура   | Тору Сагара Тосиюки Наги                |
| КАФ          | Джамель Хаймуди | Редуан Ашик Абдельхак Эчиали            |
| КОНКАКАФ     | Хоэль Агилар    | Виллиам Торрес Хуан Сумба               |
| КОНМЕБОЛ     | Диего Абаль     | Эрнан Майдана Хуан Белатти              |
| КОНМЕБОЛ     | Энрике Оссес    | Франсиско Мондрия Карлос Астроса        |
| УЕФА         | Говард Уэбб     | Майкл Малларки Даррен Кэнн              |
| УЕФА         | Феликс Брых     | Марк Борш Штефан Лупп                   |
| УЕФА         | Бьорн Кёйперс   | Сандер ван Рукел Эрвин Зейнстра         |
| УЕФА         | Педру Проэнса   | Бертину Миранда Тиагу Тригу             |

## Официальный мяч

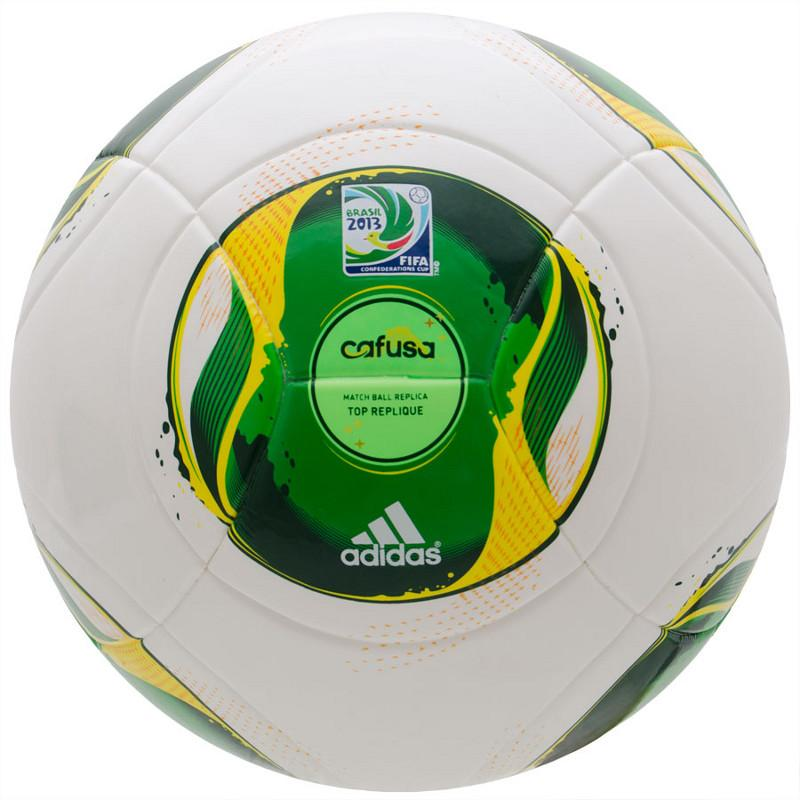
Adidas Cafusa — Официальный мяч Кубка конфедераций 2013

Официальный мяч Кубка конфедераций 2013 был представлен во время жеребьёвки турнира. Он получил название «Кафуса» (порт. Cafusa), которое было сложено из слов «Carnaval» (Карнавал), «Futebol» (Футбол) и «Samba» (Самба). Символично, что мяч был представлен бывшим игроком сборной Бразилии Кафу, который был специально приглашён для этого события.
Конструкция «кафусы» близка к Tango 12, мячу чемпионата Европы 2012, однако в раскраске решили сделать акцент на гранях куба, а не на рёбрах.

## Система автоматического определения голов
Кубок конфедераций 2013 — первый турнир для национальных сборных, на котором была использована система автоматического определения голов. В июле 2012 года международный совет футбольных ассоциаций (IFAB) официально разрешил использование этой системы, которая впервые была опробована на клубном чемпионате мира в декабре 2012 года. Проверив работу системы при помощи Hawk-Eye и GoalRef во время клубного чемпионата мира, 2 апреля 2013 года ФИФА объявила компанию GoalControl GmbH официальным поставщиком системы автоматического определения голов Кубка конфедераций 2013. Её система GoalControl-4D использует 14 высокоскоростных камер, расположенных вокруг поля и направленных на ворота.

## Жеребьёвка
Жеребьёвка Кубка конфедераций прошла 1 декабря 2012 года во Дворце конвенций в центре конвенций «Аньемби» в Сан-Паулу, Бразилия.
Команды из одной конфедерации были разведены по разным группам, поэтому в каждую группу попало по одному представителю из УЕФА и КОНМЕБОЛ. Бразилия и Испания были автоматически посеяны в группы A и B как A1 и B1, соответственно, поэтому Италия и Уругвай оказались, соответственно, в группах A и B.

## Групповой этап
Официальное расписание было представлено 30 мая 2012 года в Рио-де-Жанейро.
Победители групп и команды, занявшие вторые места, проходят в полуфинал.
Положение команд в группах определяется по следующим критериям:
1. большее количество очков, заработанных в матчах группового этапа;
2. разница мячей во всех групповых матчах;
3. большее количество мячей, забитых во всех матчах группового этапа;

Если две или более команд равны по перечисленным выше трём критериям, то их положение определяется по следующим критериям:
1. большее количество очков, заработанных в матчах между этими командами;
2. разница мячей в матчах между этими командами;
3. большее количество мячей, забитых в матчах между этими командами;
4. жеребьёвка, проведённая Организационным комитетом ФИФА.

Время начала матчей — местное (UTC-3).

### Группа A
| Команда  | И | В | Н | П | ГЗ | ГП | РГ | О |
| -------- | - | - | - | - | -- | -- | -- | - |
| Бразилия | 3 | 3 | 0 | 0 | 9  | 2  | +7 | 9 |
| Италия   | 3 | 2 | 0 | 1 | 8  | 8  | 0  | 6 |
| Мексика  | 3 | 1 | 0 | 2 | 3  | 5  | –2 | 3 |
| Япония   | 3 | 0 | 0 | 3 | 4  | 9  | –5 | 0 |

| 15 июня 2013 16:00 UTC-3            | \| Бразилия \| 3:0 (1:0) Отчёт о матче \| Япония \| \| Неймар 3′ · Паулиньо 48′ · Жо 90+3′ \| Голы \| \| | «Национальный стадион», Бразилиа Зрителей: 67 423 Судья: Педру Проэнса |
| Бразилия                            | 3:0 (1:0) Отчёт о матче                                                                                  | Япония                                                                 |
| Неймар 3′ · Паулиньо 48′ · Жо 90+3′ | Голы |                                                                        |

| 16 июня 2013 16:00 UTC-3 | \| Мексика \| 1:2 (1:1) Отчёт о матче \| Италия \| \| Х. Эрнандес 34′ (пен.) \| Голы \| Пирло 27′ · Балотелли 78′ \| | «Маракана», Рио-де-Жанейро Зрителей: 73 123 Судья: Энрике Оссес |
| Мексика                  | 1:2 (1:1) Отчёт о матче                                                                                              | Италия                                                          |
| Х. Эрнандес 34′ (пен.)   | Голы | Пирло 27′ · Балотелли 78′                                       |

| 19 июня 2013 16:00 UTC-3 | \| Бразилия \| 2:0 (1:0) Отчёт о матче \| Мексика \| \| Неймар 9′ · Жо 90+3′ \| Голы \| \| | «Кастелан», Форталеза Зрителей: 50 791 Судья: Говард Уэбб |
| Бразилия                 | 2:0 (1:0) Отчёт о матче                                                                    | Мексика                                                   |
| Неймар 9′ · Жо 90+3′     | Голы                                                                                       |                                                           |

| 19 июня 2013 19:00 UTC-3                                              | \| Италия \| 4:3 (1:2) Отчёт о матче \| Япония \| \| Де Росси 41′ · Утида 50′ (авт.) · Балотелли 52′ (пен.) · Джовинко 86′ \| Голы \| Хонда 21′ (пен.) · Кагава 33′ · Окадзаки 69′ \| | «Арена Пернамбуку», Ресифи Зрителей: 40 489 Судья: Диего Абаль |
| Италия                                                                | 4:3 (1:2) Отчёт о матче | Япония                                                         |
| Де Росси 41′ · Утида 50′ (авт.) · Балотелли 52′ (пен.) · Джовинко 86′ | Голы | Хонда 21′ (пен.) · Кагава 33′ · Окадзаки 69′                   |

| 22 июня 2013 16:00 UTC-3      | \| Италия \| 2:4 (0:1) Отчёт о матче \| Бразилия \| \| Джаккерини 51′ · Кьеллини 71′ \| Голы \| Данте 45+1′ · Неймар 55′ · Фред 66′, 89′ \| | «Фонте-Нова», Салвадор Зрителей: 48 874 Судья: Равшан Ирматов |
| Италия                        | 2:4 (0:1) Отчёт о матче | Бразилия                                                      |
| Джаккерини 51′ · Кьеллини 71′ | Голы | Данте 45+1′ · Неймар 55′ · Фред 66′, 89′                      |

| 22 июня 2013 16:00 UTC-3 | \| Япония \| 1:2 (0:0) Отчёт о матче \| Мексика \| \| Окадзаки 86′ \| Голы \| Х. Эрнандес 54′, 66′ \| | «Минейран», Белу-Оризонти Зрителей: 52 690 Судья: Феликс Брых |
| Япония                   | 1:2 (0:0) Отчёт о матче                                                                               | Мексика                                                       |
| Окадзаки 86′             | Голы                                                                                                  | Х. Эрнандес 54′, 66′                                          |

### Группа B
| Команда | И | В | Н | П | ГЗ | ГП | РГ  | О |
| ------- | - | - | - | - | -- | -- | --- | - |
| Испания | 3 | 3 | 0 | 0 | 15 | 1  | +14 | 9 |
| Уругвай | 3 | 2 | 0 | 1 | 11 | 3  | +8  | 6 |
| Нигерия | 3 | 1 | 0 | 2 | 7  | 6  | +1  | 3 |
| Таити   | 3 | 0 | 0 | 3 | 1  | 24 | –23 | 0 |

| 16 июня 2013 19:00 UTC-3 | \| Испания \| 2:1 (2:0) Отчёт о матче \| Уругвай \| \| Педро 20′ · Сольдадо 32′ \| Голы \| Суарес 88′ \| | «Арена Пернамбуку», Ресифи Зрителей: 41 705 Судья: Юити Нисимура |
| Испания                  | 2:1 (2:0) Отчёт о матче                                                                                  | Уругвай                                                          |
| Педро 20′ · Сольдадо 32′ | Голы | Суарес 88′                                                       |

| 17 июня 2013 16:00 UTC-3 | \| Таити \| 1:6 (0:3) Отчёт о матче \| Нигерия \| \| Д. Тео 54′ \| Голы \| Валлар 5′ (авт.) · Одуамади 10′, 26′, 76′ · Д. Тео 69′ (авт.) · Эчиеджиле 80′ \| | «Минейран», Белу-Оризонти Зрителей: 20 187 Судья: Хоэль Агилар                |
| Таити                    | 1:6 (0:3) Отчёт о матче | Нигерия                                                                       |
| Д. Тео 54′               | Голы | Валлар 5′ (авт.) · Одуамади 10′, 26′, 76′ · Д. Тео 69′ (авт.) · Эчиеджиле 80′ |

| 20 июня 2013 16:00 UTC-3                                                    | \| Испания \| 10:0 (4:0) Отчёт о матче \| Таити \| \| Торрес 5′, 33′, 57′, 78′ · Сильва 31′, 89′ · Вилья 39′, 49′, 64′ · Мата 66′ \| Голы \| \| | «Маракана», Рио-де-Жанейро Зрителей: 71 806 Судья: Джамель Хаймуди |
| Испания                                                                     | 10:0 (4:0) Отчёт о матче | Таити                                                              |
| Торрес 5′, 33′, 57′, 78′ · Сильва 31′, 89′ · Вилья 39′, 49′, 64′ · Мата 66′ | Голы |                                                                    |

| 20 июня 2013 19:00 UTC-3 | \| Нигерия \| 1:2 (1:1) Отчёт о матче \| Уругвай \| \| Микел 37′ \| Голы \| Лугано 19′ · Форлан 51′ \| | «Фонте-Нова», Салвадор Зрителей: 26 769 Судья: Бьорн Кёйперс |
| Нигерия                  | 1:2 (1:1) Отчёт о матче                                                                                | Уругвай                                                      |
| Микел 37′                | Голы                                                                                                   | Лугано 19′ · Форлан 51′                                      |

| 23 июня 2013 16:00 UTC-3 | \| Нигерия \| 0:3 (0:1) Отчёт о матче \| Испания \| \| \| Голы \| Альба 3′, 88′ · Торрес 62′ \| | «Кастелан», Форталеза Зрителей: 51 263 Судья: Хоэль Агилар |
| Нигерия                  | 0:3 (0:1) Отчёт о матче                                                                         | Испания                                                    |
|                          | Голы                                                                                            | Альба 3′, 88′ · Торрес 62′                                 |

| 23 июня 2013 16:00 UTC-3                                                           | \| Уругвай \| 8:0 (4:0) Отчёт о матче \| Таити \| \| А. Эрнандес 2′, 24′, 45+1′, 67′ (пен.) · Перес 27′ · Лодейро 61′ · Суарес 82′, 90′ \| Голы \| \| | «Арена Пернамбуку», Ресифи Зрителей: 22 047 Судья: Педру Проэнса |
| Уругвай                                                                            | 8:0 (4:0) Отчёт о матче | Таити                                                            |
| А. Эрнандес 2′, 24′, 45+1′, 67′ (пен.) · Перес 27′ · Лодейро 61′ · Суарес 82′, 90′ | Голы |                                                                  |

## Плей-офф

### Сетка плей-офф
|  | Полуфинал               | Полуфинал |                          |       | Финал | Финал |
|  |                         |           |                          |       |       |       |
|  | 26 июня — Белу-Оризонти |           |                          |       |       |       |
|  |                         |           |                          |       |       |       |
|  | Бразилия                | 2         |                          |       |       |       |
|  | Бразилия                | 2         | 30 июня — Рио-де-Жанейро |       |       |       |
|  | Уругвай                 | 1         |                          |       |       |       |
|  | Уругвай                 | 1         | Бразилия                 | 3     |       |       |
|  | 27 июня — Форталеза     |           | Бразилия                 | 3     |       |       |
|  |                         | Испания   | 0                        |       |       |       |
|  | Испания (пен.)          | Испания   | 0                        | 0 (6) |       |       |
|  | Испания (пен.)          |           |                          | 0 (6) |       |       |
|  | Италия                  | 0 (5)     |                          |       |       |       |
|  | Италия                  | 0 (5)     | Матч за 3-е место        |       |       |       |
|  |                         |           |                          |       |       |       |
|  | 30 июня — Салвадор      |           |                          |       |       |       |
|  |                         |           |                          |       |       |       |
|  | Уругвай                 | 2 (2)     |                          |       |       |       |
|  | Уругвай                 | 2 (2)     |                          |       |       |       |
|  | Италия (пен.)           | 2 (3)     |                          |       |       |       |

### Полуфиналы
| 26 июня 2013 16:00 UTC-3 | \| Бразилия \| 2:1 (1:0) Отчёт о матче \| Уругвай \| \| Фред 41′ · Паулиньо 86′ \| Голы \| Кавани 48′ \| | «Минейран», Белу-Оризонти Зрителей: 57 483 Судья: Энрике Оссес |
| Бразилия                 | 2:1 (1:0) Отчёт о матче                                                                                  | Уругвай                                                        |
| Фред 41′ · Паулиньо 86′  | Голы | Кавани 48′                                                     |

| 27 июня 2013 16:00 UTC-3                               | \| Испания \| 0:0 (доп.) п. 7:6 Отчёт о матче \| Италия \| \| Хави · Иньеста · Пике · Рамос · Мата · Бускетс · Навас \| Пенальти \| Кандрева · Аквилани · Де Росси · Джовинко · Пирло · Монтоливо · Бонуччи \| | «Кастелан», Форталеза Зрителей: 56 083 Судья: Говард Уэбб               |
| Испания                                                | 0:0 (доп.) п. 7:6 Отчёт о матче | Италия                                                                  |
| Хави · Иньеста · Пике · Рамос · Мата · Бускетс · Навас | Пенальти | Кандрева · Аквилани · Де Росси · Джовинко · Пирло · Монтоливо · Бонуччи |

### Матч за 3-е место
| 30 июня 2013 13:00 UTC-3                     | \| Уругвай \| 2:2 (0:1, 2:1, 0:0, доп.) п. 2:3 Отчёт о матче \| Италия \| \| Кавани 58′, 78′ \| Голы \| Астори 24′ · Дьяманти 73′ \| \| Форлан · Кавани · Суарес · Касерес · Гаргано \| Пенальти \| Аквилани · Эль-Шаарави · Де Шильо · Джаккерини \| | «Фонте-Нова», Салвадор Зрителей: 43 382 Судья: Джамель Хаймуди |
| Уругвай                                      | 2:2 (0:1, 2:1, 0:0, доп.) п. 2:3 Отчёт о матче | Италия                                                         |
| Кавани 58′, 78′                              | Голы | Астори 24′ · Дьяманти 73′                                      |
| Форлан · Кавани · Суарес · Касерес · Гаргано | Пенальти | Аквилани · Эль-Шаарави · Де Шильо · Джаккерини                 |

### Финал
| 30 июня 2013 19:00 UTC-3  | \| Бразилия \| 3:0 (2:0) Отчёт о матче \| Испания \| \| Фред 2′, 47′ · Неймар 44′ \| Голы \| \| | «Маракана», Рио-де-Жанейро Зрителей: 73 531 Судья: Бьорн Кёйперс |
| Бразилия                  | 3:0 (2:0) Отчёт о матче                                                                         | Испания                                                          |
| Фред 2′, 47′ · Неймар 44′ | Голы                                                                                            |                                                                  |

## Победитель
| Кубок конфедераций 2013  |
| Бразилия Четвёртый титул |

## Бомбардиры
5 голов
| - Фред | - Фернандо Торрес |  |

4 гола
| - Неймар | - Абель Эрнандес |  |

3 гола
| - Давид Вилья - Хавьер Эрнандес | - Ннамди Одуамади - Эдинсон Кавани | - Луис Суарес |

2 гола
| - Жо - Паулиньо | - Жорди Альба - Давид Сильва | - Марио Балотелли - Синдзи Окадзаки |

1 гол
| - Данте - Хуан Мануэль Мата - Педро Родригес - Роберто Сольдадо - Давиде Астори - Даниэле Де Росси - Эмануэле Джаккерини | - Себастьян Джовинко - Алессандро Дьяманти - Джорджо Кьеллини - Андреа Пирло - Джон Оби Микел - Ува Элдерсон Эчиеджиле - Джонатан Тео | - Николас Лодейро - Диего Лугано - Диего Перес - Диего Форлан - Синдзи Кагава - Кэйсукэ Хонда |

1 автогол
| - Николя Валлар | - Джонатан Тео | - Ацуто Утида |

## Статистика команд
Ниже представлена сводная таблица команд на Кубке конфедераций. Если в матчах на вылет после окончания дополнительного времени счёт был равным, то обе команды получали по одному очку. Если команда побеждала в дополнительное время, то она получала три очка.
| Команда                                    | И | В | Н | П | ГЗ | ГП | РГ  | О  |
| ------------------------------------------ | - | - | - | - | -- | -- | --- | -- |
| Бразилия                                   | 5 | 5 | 0 | 0 | 13 | 3  | +10 | 15 |
| Испания                                    | 5 | 3 | 1 | 1 | 15 | 4  | +11 | 10 |
| Италия                                     | 5 | 2 | 2 | 1 | 10 | 10 | 0   | 8  |
| Уругвай                                    | 5 | 2 | 1 | 2 | 14 | 7  | +7  | 7  |
| Команды, вылетевшие после группового этапа |   |   |   |   |    |    |     |    |
| Нигерия                                    | 3 | 1 | 0 | 2 | 7  | 6  | +1  | 3  |
| Мексика                                    | 3 | 1 | 0 | 2 | 3  | 5  | -2  | 3  |
| Япония                                     | 3 | 0 | 0 | 3 | 4  | 9  | -5  | 0  |
| Таити                                      | 3 | 0 | 0 | 3 | 1  | 24 | -23 | 0  |

## Дисциплина
Игрок, получивший в матче прямую красную карточку, удалённый после двух жёлтых карточек, или получивший вторую жёлтую карточку по ходу турнира, пропускал следующий матч.
| Игрок              | Наказания                                                         | Пропущенные матчи             |
| ------------------ | ----------------------------------------------------------------- | ----------------------------- |
| Даниэле Де Росси   | в матче группы A против Мексики · в матче группы A против Японии  | Матч группы A против Бразилии |
| Макото Хасэбэ      | в матче группы A против Бразилии · в матче группы A против Италии | Матч группы A против Мексики  |
| Диего Лугано       | в матче группы B против Испания · в матче группы B против Нигерия | Матч группы B против Таити    |
| Андрес Скотти      | в матче группы B против Таити                                     | Полуфинал против Бразилии     |
| Техевари Людивьон  | в матче группы B против Уругвая                                   | —                             |
| Риккардо Монтоливо | в матче за 3-е место против Уругвая                               | —                             |
| Жерар Пике         | в финале против Бразилии                                          | —                             |

## Награды

### Игрок матча
Приз лучшему игроку матча присуждается по итогам голосования, проводимого на официальном сайте ФИФА после каждого матча.
| Групповой этап — 1 тур | Групповой этап — 1 тур | Групповой этап — 2 тур | Групповой этап — 2 тур | Групповой этап — 3 тур | Групповой этап — 3 тур | Полуфиналы и финал | Полуфиналы и финал |
| Игрок                  | Матч                   | Игрок                  | Матч                   | Игрок                  | Матч                   | Игрок              | Матч               |
| ---------------------- | ---------------------- | ---------------------- | ---------------------- | ---------------------- | ---------------------- | ------------------ | ------------------ |
| Неймар                 | 3:0                    | Неймар                 | 2:0                    | Неймар                 | 2:4                    | Жулио Сезар        | 2:1                |
| Андреа Пирло           | 1:2                    | Синдзи Кагава          | 4:3                    | Хавьер Эрнандес        | 1:2                    | Икер Касильяс      | 0:0 (7:6 пен.)     |
| Андрес Иньеста         | 2:1                    | Фернандо Торрес        | 10:0                   | Жорди Альба            | 0:3                    | Эдинсон Кавани     | 2:2 (2:3 пен.)     |
| Ннамди Одуамади        | 1:6                    | Диего Форлан           | 1:2                    | Абель Эрнандес         | 8:0                    | Неймар             | 3:0                |

### Золотой мяч
29 июня 2013 года ФИФА объявила имена шести кандидатов на Золотой мяч, которым традиционно награждают лучшего игрока турнира.
Обладатель награды был объявлен 30 июня сразу же после окончания финального матча на стадионе «Маракана» в Рио-де-Жанейро. Второй лучший игрок получил Серебряный мяч, а Бронзовый мяч достался третьему игроку.
Кандидатами на Золотой мяч были объявлены следующие игроки:
- Андрес Иньеста
- Неймар
- Паулиньо
- Андреа Пирло
- Серхио Рамос
- Луис Суарес

Итоговое решение Организационного комитета ФИФА:
| Золотой мяч ФИФА | Серебряный мяч ФИФА | Бронзовый мяч ФИФА |
| ---------------- | ------------------- | ------------------ |
| Неймар           | Андрес Иньеста      | Паулиньо           |

### Золотая бутса
Золотая бутса досталась лучшему бомбардиру Кубка конфедераций. При равенстве голов у двух или более игроков учитывалось количество голевых передач. В случае, если количество голевых передач было равным, побеждал игрок, проведший на поле меньше минут.
| Золотая бутса ФИФА | Серебряная бутса ФИФА | Бронзовая бутса ФИФА |
| ------------------ | --------------------- | -------------------- |
| Торрес             | Фред                  | Неймар               |

| Игрок           | Голы | Передачи | Минут | Пен. | Матчей |
| --------------- | ---- | -------- | ----- | ---- | ------ |
| Фернандо Торрес | 5    | 1        | 273   | 0    | 4      |
| Фред            | 5    | 1        | 423   | 0    | 5      |
| Неймар          | 4    | 2        | 412   | 0    | 5      |

### Остальные награды
| Золотая перчатка ФИФА | Приз честной игры ФИФА |
| --------------------- | ---------------------- |
| Жулио Сезар           | Испания                |

### Символическая сборная
В результате голосования, проведённого среди пользователей официального сайта ФИФА (FIFA.com), была составлена символическая сборная турнира.
| Вратари     | Защитники                                        | Полузащитники                        | Нападающие                  | Тренер              |
| ----------- | ------------------------------------------------ | ------------------------------------ | --------------------------- | ------------------- |
| Жулио Сезар | Даниэл Алвес Серхио Рамос Тиагу Силва Давид Луис | Андрес Иньеста Андреа Пирло Паулиньо | Неймар Фернандо Торрес Фред | Луис Фелипе Сколари |

## Протесты во время турнира
15 июня 2013 года, перед церемонией открытия на Национальном стадионе в Бразилиа, снаружи стадиона прошли демонстрации, организованные людьми, недовольными большим количеством общественных денег, потраченных на проведение чемпионата мира. Полиция была вынуждена применить слезоточивый газ и перечный спрей, чтобы разогнать протестующих.
Демонстрации были частью волнений и беспорядков в бразильских городах, изначально вызванных завышенными ценами на билеты на общественный транспорт, но затем переросших в сильное народное недовольство финансовой политикой правительства, особенно из-за высокого уровня инфляции. Президент Бразилии Дилма Русеф вместе с президентом ФИФА Йозефом Блаттером были освистаны во время произнесения своих речей на открытии турнира. Протесты продолжились на следующий день перед матчем между сборными Мексики и Италии в Рио-де-Жанейро. Блаттер заявил, что протестующие «не должны использовать футбол для того, чтобы заявить о своих требованиях» и что общественные расходы на проведение турниров были среди «целей на будущее, не только для чемпионата мира».
В то время как протесты продолжали усиливаться в течение недели, заставляя, как сообщалось, более миллиона людей выходить на улицы в сотнях различных городах, в бразильских СМИ появилась информация о том, что ФИФА вынужден был проводить переговоры с командами о том, чтобы оставить их в Бразилии, и о том, что турнир мог быть прерван. Однако, заявление ФИФА 21 июня настояло на том, что «на данный момент ни ФИФА, ни местный организационный комитет даже не обсуждали любой подобной возможности отмены Кубка конфедераций».

## Происшествия
16 июня 2013 года, после матча со сборной Уругвая, шесть футболистов сборной Испании стали жертвами воров. После возвращения в гостиницу игроки обнаружили пропажу личных вещей, в том числе дорогих часов и денег.